# Ingmar Söhrman
Ingmar Söhrman, født 1950 i Töreboda, er professor i romanske sprog ved Gøteborg universitet.
1. ↑  Navnet er anført på engelsk og stammer fra Wikidata hvor navnet endnu ikke findes på dansk.